# Gábor Kucsera
Gábor Kucsera, född den 27 augusti 1982 i Budapest, Ungern, är en ungersk kanotist.
Han tog bland annat VM-guld i K-2 1000 meter i samband med sprintvärldsmästerskapen i kanotsport 2005 i Zagreb.